# 코쿨로
코쿨로(이탈리아어: Cocullo)는 이탈리아 아브루초주 라퀼라도에 있는 코무네이다.

## 지리
아베차노와 술모나 사이에 있는 펠리냐 계곡에 위치해있다.

## 역사
코쿨로의 기원은 코쿨로와 카살레 사이에 있었던 고대 로마의 도시인 Koukoulon과 밀접한 관련이 있다.

## 뱀 축제(산 도메니코 축제)
코쿨로는 수 많은 뱀들이(주로 네줄무늬 쥐뱀, , 풀뱀, 초록채찍뱀) 뒤덮인 수호성인상과 함께 행진을 하는 페스타 데이 세르파리(Festa dei Serpari)라는 이름의 수호성인 축제로 유명하다. 뱀들은 행진중에 뱀 사육자들인 세파리(Separi)들,에 의해 통제되고, 축제가 끝나면 풀숲에 풀어준다. 축제는 2012년 이후부터 매번 5월에 (과거에는 5월 첫 번째 목요일) 열린다. 2009년에는 2009년 라퀼라 지진으로 축제가 취소되기도 하였다. 이 전통은 휘장에도 나타나있으며, 마르시족이 숭배했던 뱀의 여신인 로마 신화의 앙기티아를 대체한 것이다.